# امارت کرت
امارت کرت (عربی: إقريطش؛ یونانی: Κρήτη) حکومتی مسلمان در جزیره مدیترانه‌ای کرت بود که از ابتدای دهه ۸۲۰ میلادی تا بازپس‌گیری آن توسط امپراتوری بیزانس در سال ۹۶۱ وجود داشت. با این وجود که حاکمیت خلافت عباسی برروی آن‌ها به رسمیت شناخته شده بود و با طولونیان روابط نزدیکی داشتند، به صورت دفاکتو مستقل بودند.
گروهی از پناهجویان اندلسی به رهبری ابو حفص عمر یکم سالی میان ۸۲۴ یا ۸۲۷/۸۲۸ جزیره کرت را فتح کردند و یک دولت مستقل اسلامی تشکیل دادند. بیزانس‌ها در سال ۸۴۲ و ۸۴۳ به رهبری تئوکتیستوس به کرت لشکرکشی کردند و بخش‌هایی را پس گرفتند اما هرگز کامل آن را پس نگرفتند و آن بخش‌ها را مسلمانان دوباره را گرفتند. امپراتوری بیزانس تلاش‌هایی برای بازپس‌گیری جزیره انجام داد اما شکست خورد و در ۱۳۵ سالی که این امارت وجود داشت، یکی از بزرگ‌ترین دشمنان بیزانس به شمار می‌رفت. کرت مسیرهای شرقی دریای مدیترانه را در دست داشت و به عنوان پایگاه و بندرگاه مسلمانانی که به سواحل دریای اژه تحت کنترل بیزانس حمله می‌کردند عمل می‌کرد. تاریخ داخلی امارت کمتر شناخته شده‌است، اما تمامی منابع به ثروت امارت اشاره دارند که ناشی از نه تنها دزدی دریایی بلکه از کشاورزی و تجارت نیز بود. در سال ۹۶۰–۹۶۱ نیکه‌فوروس دوم به کرت یک لشکرکشی بزرگ کرد و امارت از هم پاشید.

## تاریخ
کرت از زمان فتوحات مسلمانان در میانه سده هفتم میلادی همواره مورد یورش بوده‌است. نخستین بار در سال ۶۵۴ و باری دیگر در ۶۷۴/۶۷۵ به آن یورش برده شد، و بخش‌هایی از آن در دوران خلافت ولید بن عبدالملک اموی (۷۰۵–۷۱۵) توسط خلافت اموی اشغال شد. (حک. ۷۰۵–۷۱۵). با این وجود جزیره در آن زمان فتح نشد و علی‌رغم یورش‌های پشت سر هم، تحت کنترل بیزانس باقی ماند؛ کرت از پایگاه‌هایی دریایی اعراب در شام برای یک لشکرکشی تأثیرگذار بیش از حد دور بود.

### فتح کرت
در برهه‌ای از نیمه دوم زمان حکم‌رانی امپراتور بیزانسی میخائیل دوم، (حک. ۸۲۰–۸۲۹), گروهی از پناهجویان اندلسی به جزیره رفتند و لشکرکشی را آغاز کردند. این پناهجویان تاریخ کوچ‌نشینی درازی داشتند. در اصلاً آن‌ها به عنوان بازماندگان یک شورش ناموفق ضد امیر قرطبه حکم یکم در سال ۸۱۸ شناخته شده بودند. به عنوان یکی از عواقب شکست شورش، شهروندان حومه شهر کوردوبا به صورت دسته جمعی تبعید شدند. برخی به شهر فاس در مراکش پناه بردند، اما دیگران که شمارشان بیش از ۱۰٬۰۰۰ نفر بود به دزد دریایی روی آوردند که احتمالاً با اندلسی‌های دیگری همراه شده بودند، به اسکندریه رفتند و تا سال ۸۲۷ کنترل شهر را در دست داشتند تا وقتی که توسط ارتشبد عباسی عبدالله بن طاهر پس گرفته شد. آنگونه که دبلیو. کوبیاک اشاره دارد، ریشه فرضی امارت قرطبه در دیگر منابع مغایرت دارد که حضور داشتن کشتی پناهجویان اندلسی در اسکندریه را تا ۷۹۸–۷۹۹ تخمین می‌زنند، و تصاحب اسکندریه توسط آن‌ها به سال ۸۱۴ بر می‌گردد. گذشته از این، رهبر اندلسی‌ها عمر ابن حفض بن شعیب بن عیسی البلوطی که معمولاً به عنوان ابو حفص شناخته می‌شود، از یک مکان محلی دور از قرطبه زاده شده بود.

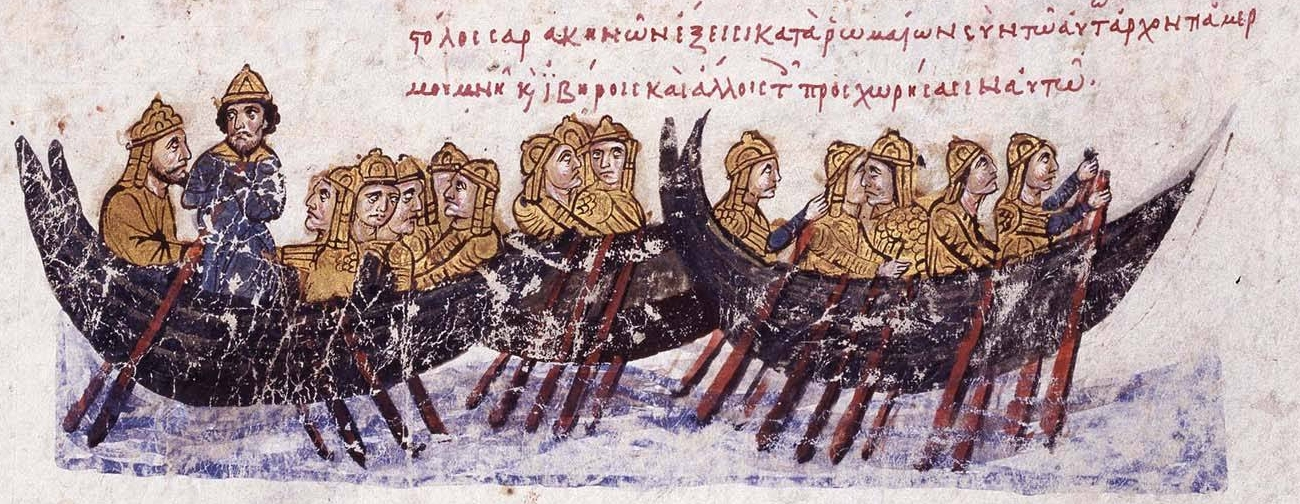
سفر دریایی ناوگان مسلمانان به سوی کرت. مینیاتورکاری از سنگ‌نبشته مادرید اسکایلیتز.

زمان دقیق رسیدن اندلسی‌ها به کرت ناشناخته است. بنا بر منابع مسلمان، معمولاً در سال ۸۲۷ یا ۸۲۸ پس از تبعید اندلسی‌ها از اسکندریه ثبت شده‌است. با این وجود منابع بیزانسی با آن تناقض دارند و رسیدن اندلسی‌ها به کرت را پس از سرکوب کردن شورش توماس اسلاو (۸۲۱–۸۲۳) می‌دانند.